# قوس الکتریکی

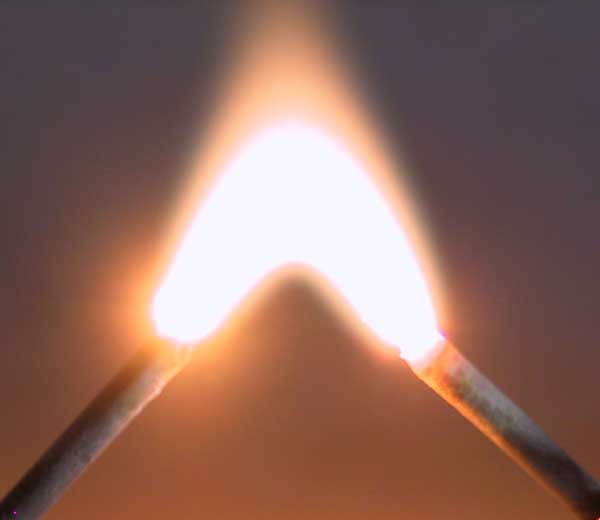
یک قوس الکتریکی بین دو میخ

نمایشی از نردبان یعقوب

قوس الکتریکی حالتی از تخلیه الکتریکی در هوا یا دیگر محیط‌هایی است که معمولاً نارسانا هستند. زمانی که جریان الکتریکی توسط هوای بین دو رسانا که مستقیماً با هم در تماس نیستند منتقل شود، قوس الکتریکی ایجاد می‌شود. این قوس به ولتاژ، هدایت الکتریکی محیط و فاصله بین دو رسانا بستگی دارد.
قوس الکتریکی یا تخلیهٔ قوس، شکست الکتریکی گازی است که تخلیه الکتریکی طولانی مدت ایجاد می‌کند. جریان از طریق یک محیط که در حالت عادی غیر رساناست، مانند هوا، یک پلاسما تولید می‌کند. پلاسما ممکن است نور مرئی تولید کند. تخلیه قوس با ولتاژ کمتری نسبت به تخلیه درخشان مشخص می‌شود و به انتشار ترمونی الکترونی از الکترودهای پشتیبانی کننده قوس متکی است. اصطلاح قدیمی همان‌طور که در عبارت «لامپ قوس ولتایی» به کار رفته‌است، قوس ولتایی است.
در اواخر دهه ۱۸۰۰، لامپ قوس الکتریکی برای روشنایی عمومی بسیار مورد استفاده قرار می‌گرفت. برخی از قوس‌های الکتریکی فشار ضعیف در بسیاری از کاربردها مورد استفاده قرار می‌گیرند. به عنوان مثال، لوله‌های فلورسنت، جیوه، سدیم و لامپ‌های متال هالید برای روشنایی استفاده می‌شود. لامپ‌های قوس زنون برای پروژکتورهای فیلم استفاده شده‌است.

## تاریخچه
سال ۱۸۰۲ دانشمندی روسی به نام واسیلی ولادیمیروویچ پتروف پی برد که اگر دو تکه زغال چوب را به قطب‌های باتری بزرگی وصل کنیم و آن‌ها را به هم تماس دهیم و سپس کمی از هم جدا کنیم شعله روشنی بین دو تکه زغال دیده می‌شود؛ و انتهای آن‌ها که از شدت گرما سفید شده‌است نور خیره‌کننده ای گسیل می‌دارد. هفت سال بعد همفری دیوی (H.Davy) فیزیکدان انگلیسی این پدیده را مشاهده نمود و پیشنهاد کرد که این پدیده به احترام ولادیمیروویچ قوس ولتا نامیده شود.
در اواخر قرن نوزدهم، روشنایی قوس الکتریکی برای روشنایی عمومی استفاده گسترده‌ای داشت. تمایل به سوسو زدن و خش خش قوس‌های الکتریکی یک مشکل اساسی بود. در سال ۱۸۹۵، هرتا مارکس آیرتون یک سری مقالات را برای برق نوشت و توضیح داد که این پدیده‌ها نتیجه تماس اکسیژن با میله‌های کربن مورد استفاده برای ایجاد قوس است. هرتا مارکس در سال ۱۸۹۹، اولین زنی بود که مقاله خود را در مؤسسه مهندسان برق (IEE) چاپ کرد. مقاله وی با عنوان «هیس هیس قوس الکتریکی» بود. اندکی پس از آن، آیرتون به عنوان اولین عضو زن (IEE) انتخاب شد. زن بعدی که در (IEE) پذیرفته شد در سال ۱۹۵۸ بود. او تقاضا کرد که مقاله ای را درانجمن سلطنتی ارائه دهد، اما به دلیل جنسیت اجازه نداشت و «مکانیزم قوس الکتریکی» توسط جان پری به جای او در سال ۱۹۰۱ ارائه شد.

## فرایند
جریان الکتریکی از جاری شدن الکترون‌ها در یک مسیر رسانا به وجود می‌آید. هرگاه در چنین مسیری یک شکاف هوا (گاز) ایجاد شود جریان الکترونی و در نتیجه جریان الکتریکی قطع خواهد شد. چنانچه شکاف هوا به اندازه کافی باریک و اختلاف پتانسیل و شدت جریان زیاد باشد، گاز میان شکاف یونیزه شده و قوس الکتریکی برقرار می‌شود.
در قوس الکتریکی الکترودها در اثر حرارت سفید رنگ می‌شوند. ستونی از گاز ملتهب رسانای الکتریکی بین الکترودها وجود دارد. چون الکترود مثبت دمایش از الکترود منفی بیشتر است زود تر از بین می‌رود. در نتیجه تصعید شدید کربن صورت گرفته و در آن الکترود (الکترود مثبت) فرورفتگی به وجود می‌آید که به دهانه مثبت معروف است و داغ‌ترین نقطه الکترودهاست. دمای دهانه در هوا و در فشار جو به ۴۰۰۰ درجه سانتیگراد می‌رسد. در لامپ‌های قوسی سازوکارهای منظم و خود کار خاصی برای نزدیک کردن تکه‌های کربن با سرعت یکنواخت وقتی با سوختن از بین می‌روند، مورد استفاده قرار می‌گیرند. برای اینکه سایش و خوردگی الکترود مثبت به خاطر دمای بالایش بیشتر است، برای همین همیشه الکترود کربن مثبت کلفت‌تر از الکترود منفی انتخاب می‌شود.
قوسی که بین الکترودهای کربن در گاز فشرده قرار می‌گیرد (حدود ۲۰atm) امکان افزایش دمای مرکز الکترود مثبت تا ۵۹۰۰ درجه سانتیگراد یعنی دما روی سطح خورشید را ممکن ساخته‌است. مشخص شده‌است که کربن در این حالت ذوب می‌شود. در ستونی از گاز و بخاری که از آن تخلیه الکتریکی عبور می‌کند، دمای باز هم بالاتری را می‌توان به دست آورد. بمباران شدید این گاز و بخار با الکترون‌ها و یون‌هایی که با میدان الکتریکی قوس شتاب گرفته‌اند دمای ستون گاز را ۶۰۰۰ تا ۷۰۰۰ درجه سانتیگراد می‌رساند. به این دلیل تقریباً تمام مواد شناخته شده در ستون قوس الکتریکی ذوب و تبخیر می‌شوند؛ و بسیاری از واکنش‌های شیمیایی که در دماهای پایین انجام شدنی نیستند، با قوس الکتریکی امکان‌پذیر می‌شوند؛ مثلاً میله‌های چینی دیر گداز در شعله قوس به سهولت ذوب می‌شود. برای ایجاد تخلیه قوس الکتریکی به ولتاژ زیادی نیاز داریم. با ولتاژ حداقل ۳۰۰ ولت بین الکترودها می‌توان قوس را به وجود آورد. از طرف دیگر جریان داخل قوس زیاد است؛ مثلاً حتی در قوس کوچک جریان به ۵ آمپر می‌رسد، در حالیکه در قوس‌های بزرگ که در مقیاس صنعتی به کار می‌روند جریان به صدها آمپر بالغ می‌شود.

## کاربردهای قوس الکتریکی
- یکی از روش‌های تولید نانوتیوب‌های کربنی استفاده از قوس الکتریکی است.[۱]

قوس الکتریکی برای روشنایی و جوشکاری بکار می‌رود.
- جوشکاری با قوس الکتریکی